# Kelvington
Kelvington är en ort i Kanada.   Den ligger i provinsen Saskatchewan, i den sydöstra delen av landet, 2 200 km väster om huvudstaden Ottawa. Kelvington ligger 586 meter över havet och antalet invånare är 941.
Terrängen runt Kelvington är platt. Trakten runt Kelvington är nära nog obefolkad, med mindre än två invånare per kvadratkilometer.. 
Trakten runt Kelvington består till största delen av jordbruksmark.